# 1991 à Terre-Neuve-et-Labrador
Chronologie de Terre-Neuve-et-Labrador
- 1987
- 1988
- 1989
- 1990
- 1991
- 1992
- 1993
- 1994
- 1995

Cette page concerne des événements survenus en 1991 dans la province canadienne de Terre-Neuve-et-Labrador.

## Politique
- Premier ministre : Clyde Wells
- Chef de l'Opposition :
- Lieutenant-gouverneur :
- Législature :

## Décès
- 18 décembre : Joey Smallwood, ancien premier ministre de Terre-Neuve-et-Labrador.